# Congrégation bénédictine néerlandaise
La congrégation bénédictine néerlandaise est une union de maisons bénédictines formée en 1969 au sein de la confédération bénédictine. Elle comprend trois maisons :
- Communauté Saint-Paul, résidence de l'abbé-général à Teteringen, depuis 2007 ;
- Abbaye Notre-Dame d'Oosterhout (moniales) ;
- Communauté Saint-Martin de Tilbourg.

Les autres abbayes ou prieurés bénédictins des Pays-Bas font partie de la congrégation de Subiaco ou de la congrégation de Solesmes.